# Оберемко Андрій Олександрович
Андрі́й Олекса́ндрович Обере́мко (* 18 березня 1984, Токмак, Запорізька область) — колишній український футболіст, що виступав на позиції півзахисника. Майстер спорту міжнародного класу України (2006).

## Клубна кар'єра
Вихованець команди «Дизеліст» з рідного міста та запорізького клубу «Металург». 
2000 року переїхав до Києва, де потрапляє до системи київського «Динамо». З того ж року грає у складі третьої команди клубу, наступного — дебютує в іграх за «Динамо-2» у першій лізі чемпіонату України. 
У складі головної команди «Динамо» у вищій лізі чемпіонату провів лише одну гру — проти ужгородського «Закарпаття» 12 червня 2005 року.
Сезон 2005–2006 провів на правах оренди у складі ФК «Харків», який грав у вищій лізі чемпіонату, після чого повернувся до Києва. Протягом другої половини 2006 року знову намагався закріпитися у «Динамо», однак грав здебільшого у дублюючому складі команди та провів одну гру за «Динамо-2». 
З 2007 року виступав на правах оренди за маріупольський «Іллічівець», у складі основного складу якого провів 2,5 сезону (у тому числі один — у першій лізі), взяв участь у 58 матчах та відзначився 5 забитими голами.
На початку сезону 2009–2010 на правах оренди перейшов до криворізького «Кривбаса». Спочатку регулярно виступав в «основі» команди, однак наприкінці вересня 2009 року після матчу проти донецького «Металурга» переведений був до молодіжного складу через незадовільні результати. По завершенні терміну оренди на початку 2010 року повернувся до Києва, де виступав за другу команду «Динамо».
На початку 2011 року перейшов у полтавську «Ворсклу». В новому клубі виходив не часто, провівши за півтора року лише 22 матчі у чемпіонаті і один у кубку країни.
2 червня 2012 року разом із партнером по «Ворсклі» Павлом Ребенком підписав контракт з харківським «Металістом». Проте у новому клубі не зміг вибороти собі місце у стартовому складі і став виступати лише за молодіжну команду.
На початку 2013 року був відданий на правах оренди в запорізький «Металург» до кінця сезону, але, зігравши в березні 4 гри, зазнав травми, від якої відновлювався аж до завершення терміну оренди.
Влітку 2013 року, майже відразу після повернення до Харкова, був відданий в оренду на сезон в «Іллічівець», за який вже виступав у 2007—2009 роках. Туди його запросив тренер Микола Павлов, знайомий з гравцем ще по виступам у «Ворсклі».

## Виступи за збірні
Протягом 2003–2006 років провів 24 гри за молодіжну збірну України. Брав участь у фінальній частині молодіжного чемпіонату Європи 2006 року, на якому збірна України виборола срібні нагороди, відіграв у 3 з 5 матчів української команди на турнірі.

## Досягнення
- Срібний призер молодіжного чемпіонату Європи: 2006
- Переможець української першої ліги: 2007/08

## Виноски
1. ↑  Андрій Оберемко: «Останнього кроку на Євро зробити не вийшло». Архів оригіналу за 6 жовтня 2022. Процитовано 6 жовтня 2022.
2. ↑  UA-Футбол. Андрей Оберемко: "На данном этапе не все зависит от меня"
3. ↑  Таран выгнал игроков основы за «слив» матча [Архівовано 5 жовтня 2009 у Wayback Machine.], новини на turnir.com.ua (рос.)
4. ↑  «Ворскла». Новые соглашения
5. ↑  UA-Футбол. Официально. Ребенок и Оберемко - игроки "Металлиста"
6. ↑  Андрей Оберемко – игрок «Металлурга». Архів оригіналу за 4 березня 2016. Процитовано 19 квітня 2013.
7. ↑  Оберемко: "Разочарован словами Зайцева"
8. ↑  Павлов: "Взяли Оберемко в годичную аренду"